# Phénylalanine hydroxylase
La phénylalanine hydroxylase est une oxydoréductase qui catalyse la réaction :
L-phénylalanine + tétrahydrobioptérine + O2  {\displaystyle \rightleftharpoons }  L-tyrosine + 4a-hydroxytétrahydrobioptérine.
La phénylalanine hydroxylase est l'enzyme limitante de la voie métabolique de dégradation de l'excès de phénylalanine. Des mutations de cette enzyme qui en réduisent l'activité sont à l'origine d'une maladie, la phénylcétonurie. Les autres substrats de la réaction sont l'oxygène moléculaire et la tétrahydrobioptérine. Cette dernière fait partie des ptéridines, un groupe de molécules oxydo-réductrices (redox). 
La phénylalanine hydroxylase est un tétramère de quatre sous-unités. Chaque sous-unité est à son tour composée de trois domaines : un domaine de régulation, un domaine catalytique et un domaine de tétramérisation. Le premier domaine, composé d'environ 115 acides aminés, est situé à l'extrémité N-terminale de la protéine. Le domaine suivant est le domaine catalytique, composé d'environ 300 acides aminés. Le troisième domaine constitué des acides aminés restants forme une hélice superenroulée qui maintient les quatre sous-unités ensemble. La phénylalanine hydroxylase contient un cation de fer par sous-unité, indispensable à l'activité enzymatique.